# Светски куп у рагбију 13 1985/88.
Светски куп у рагбију тринаест 1985-1988. био је девети Светски куп у рагбију 13.

Рагби 13 репрезентација Аустралије је освојила титулу првака Света, пошто је у финалу, у Окланду пред 47 000 навијача победила Нови Зеланд.

## Учесници
- Рагби 13 репрезентација Француске
- Рагби 13 репрезентација Велике Британије
- Рагби 13 репрезентација Аустралије
- Рагби 13 репрезентација Новог Зеланда
- Рагби 13 репрезентација Папуе Нове Гвинеје

## Стадиони
- Стадион Иден парк - Окланд, 48 000 места
- Стадион за фудбал - Сиднеј, 40 000 места
- Стадион Ланг парк - Бризбејн, 35 000 места
- Стадион Ерик Вајсел - Вага Вага, 12 000 места
- Стадион Адингтон шоуграунд - Крајстчерч, 15 000 места
- Стадион Карлов парк - Окланд, 20 000 места
- Стадион Централ парк - Виган, 37 000 места
- Стадион Хејдингли - Лидс, 22 000 места
- Стадион Лојд Робсон - Порт Моресби, 17 000 места
- Стадион Спортски парк - Авињон, 15 000 места
- Стадион Жилберт Брут - Перпињан, 13 000 места
- Стадион Албер Домек - Каркасон, 10 000 места

## Резултати
- Нови Зеланд - Аустралија 18-0
- Велика Британија - Нови Зеланд 6-6
- Француска - Нови Зеланд 0-22
- Француска - Велика Британија 10-10
- Аустралија - Нови Зеланд 32-12
- Папуа Нова Гвинеја - Нови Зеланд 24-22
- Папуа Нова Гвинеја - Аустралија 12-62
- Велика Британија - Аустралија 15-24
- Француска - Аустралија 0-52
- Велика Британија - Француска 52-4
- Велика Британија - Папуа Нова Гвинеја 42-0
- Француска - Папуа Нова Гвинеја 21-4
- Папуа Нова Гвинеја - Велика Британија 22-42
- Аустралија - Велика Британија 12-26
- Нови Зеланд - Папуа Нова Гвинеја 66-14
- Нови Зеланд - Велика Британија 12-10
- Аустралија - Папуа Нова Гвинеја 70-8

## Табела
| Табела                | ИГ | Д | Н | И | ПД  | ПП  | ББ | Бод. |
| --------------------- | -- | - | - | - | --- | --- | -- | ---- |
| 1. Аустралија         | 8  | 6 | 0 | 2 | 252 | 91  | 0  | 12   |
| 2. Нови Зеланд        | 8  | 5 | 1 | 2 | 158 | 86  | 0  | 11   |
| 3. Велика Британија   | 8  | 4 | 2 | 2 | 203 | 90  | 0  | 10   |
| 4. Папуа Нова Гвинеја | 8  | 2 | 0 | 6 | 84  | 325 | 0  | 4    |
| 5. Француска          | 8  | 1 | 1 | 6 | 35  | 140 | 0  | 3    |

## Финале
Нови Зеланд - Аустралија 12-25
Стадион Иден Парк у Окланду
Гледалаца: 47 363
Играч утакмице: Гевин Милер, Аустралијанац 
Судија: Грејам Ајинуји, Папуанац 

## Статистика рагбиста
Највише есеја - Мајкл Оконор, Аустралијанац 8 есеја. 

## Видео снимци
Снимак финала Нови Зеланд - Аустралија
https://www.youtube.com/watch?v=-a6fUm8tYhw
| Прваци Света у рагбију тринаест 1988.                  |
| ------------------------------------------------------ |
| Рагби 13 репрезентација Аустралије (6. светска титула) |